# Serghei Stroenco
Serghei Stroenco (n. 22 februarie 1967, RSS Moldovenească, URSS – d. 24 decembrie 2013, Vladimirovca, Unitățile administrativ-teritoriale din Stînga Nistrului, Republica Moldova) a fost un fotbalist și antrenor moldovean. Cea mai mare parte a carierei a petrecut-o la Tiligul Tiraspol, echipă la care a jucat mai bine de 20 de ani și pentru care a evoluat în peste 600 de meciuri. Serghei Stroenco este jucătorul cu cele mai multe meciuri jucate în Divizia Națională, având 445 meciuri la activ.

## Carieră
Serghei Stroenco a debutat în fotbalul profesionist la echipa Tiligul Tiraspol, aceasta fiind echipa la care s-a consacrat. Din cariera sa de 25 de ani de fotbalist profesionist, doar în 3 sezoane a evoluat la alte echipe: în 1987 la SKA Odesa, 2001-2002 la Zimbru Chișinău, 2002–2003 la Agro Chișinău, restul timpului pe durata carierei jucând doar la Tiligul Tiraspol.

## Cariera internațională
Serghei Stroenco a bifat 46 de prezențe la echipa națională de fotbal a Moldovei.

## Palmares

### Ca jucător
Tiligul Tiraspol
- Divizia Națională

Vice-campion (6): 1992, 1992-93, 1993-94, 1994-95, 1995-96, 1997-98
- Cupa Moldovei (3): 1992-93, 1993-94, 1994-95

Finalist (2): 1992, 1995-96

### Ca antrenor
Zimbru Chișinău
- Divizia Națională

Locul 3 (1): 2011-12
- Cupa Moldovei

Sferturi de finală (1): 2011-12

## Trivia
Serghei Stroenco a fost unul din cei 11 fotbaliști moldoveni provocați de Tony Hawks la o partidă de tenis, și câștigați, apărând în cartea sa Playing the Moldovans at Tennis.

## Decesul
Serghei Stroenco s-a stins din viață pe 24 decembrie 2013, într-un accident rutier pe traseul Tiraspol-Odesa, lângă localitatea Vladimirovca.